# Iwan Balabanow
Iwan Todorow Balabanow (bulgarisch Иван Тодоров Балабанов; * 11. Mai 1887 in Sofia, Fürstentum Bulgarien; † 15. März 1969 in Mailand, Italien) war ein bulgarischer Unternehmer und Bankier, der in der Zwischenkriegszeit zu einem der bedeutendsten Industriellen Bulgariens avancierte.

## Leben

### Eltern und Familie
Iwan Todorow wurde am 11. Mai 1887 als drittes Kind des Kaufmanns und Unternehmers Todor Balabanow und seiner Frau Elena, geb. Petschenjakowa, in Sofia im Fürstentum Bulgarien geboren. Er hatte zwei ältere Brüder, Sacharij (* 1880, † 1899) und Stefan (* 1884, † 1918) sowie zwei jüngere Schwestern, Zwetanka (* 1890, † 1910) und Zora (* 1900, † 1989).

### Unternehmerische Tätigkeit
Im Anschluss an seine Schulzeit immatrikulierte er sich an der Hochschule für Welthandel, der Vorläuferin der heutigen Wirtschaftsuniversität Wien (WU). Im Jahre 1907 schloss er dort sein Studium erfolgreich ab. Danach absolvierte er bis 1910 ein Jurastudium an der Université de Genève.
Nach dem Tod seines Vaters am 15. März 1912 übernahm Iwan dessen Geschäfte. Er wurde Leiter des Handelshauses und Industrieunternehmens Todor Balabanow AG (Тодор Балабанов АД). Zu dieser Firma gehörte u. a. die Spiritusfabrik Wratza in Mesdra. Daneben übernahm er die Position des Vizepräsidenten der von seinem Vater und seinem Onkel Konstantin gegründeten Bulgarischen Forstindustrie AG (Българска Горска Индустрия АД, БГИ; Bălgarska Gorska Industrija AD, BGI) mit Sitz in Sofia und Betriebsstätte im Dorf Barakowo. Im selben Jahr wurde er als Nachfolger seines Vaters zum Präsidenten des Bulgarischen Industriellenverbands gewählt. Er hatte dieses Amt bis 1944 inne.
Als das Zarentum Bulgarien am 1. Oktober 1915 auf Seiten der Mittelmächte in den Ersten Weltkrieg eintrat stand der Generalstab vor dem logistischen Problem der Versorgung der Salonikifront. Zu diesem Zweck erging am 22. November 1915 der Befehl zum Bau des ersten Abschnitts einer 600-mm-Schmalspurbahn von Radomir nach Demirhissar (heute Sidirokastro) in Griechenland. Um den Nachschub an Bauholz für die zahlreichen Brücken über die Struma und ihre Zuflüsse zu gewährleisten, wurde das Sägewerk in Barakowo als kriegswichtiger Betrieb, im Herbst 1916 über eine Zweigstrecke angeschlossen. Anfang der zwanziger Jahre beschloss der Vorstand der BGI, den Holztransport per Trift einzustellen und auf die Schiene zu verlegen. Die Gesellschaft realisierte daraufhin ein eigenes 600-mm-Schmalspurbahnnetz in den Tälern der Rilska Reka und der Iljina Reka. Nach einer zehnjährigen Verlängerung der ursprünglichen Konzession endete der Kontrakt mit dem Rilakloster schließlich im Jahre 1933. Iwan Balabanow gründete bereits 1928 die Bulgarische Papier- und Holzindustrie AG (Българска Книжна и Дървена Индустрия АД, БКДИ; Bălgarska Knishna i Dărwena Industrija, BKDI) als Nachfolgerin der BGI. Am Firmenstandort in Barakowo wurde eine moderne Kartonagen- und Papierfabrik erbaut. Diese wurde 1947 verstaatlicht und in die Staatliche Wirtschaftsorganisation Zellulose und Papier (Държавна Стопанска Обединение Целулоза и Хартия) eingebracht.
1926 setzte Iwan Balabanow mit den Eigentümern einer Textilfabrik in Łódź, Kasimir Arkuszewsky, Samuel und Avram Habansky sowie Mordka Widman den Gesellschaftsvertrag für die Bachawa-Textilindustrie GmbH (Бахава Текстило-Индустриално ООД) auf. Sitz der neuen Firma war Sofia. Die Betriebsstätte befand sich in Mesdra, unweit der bestehenden Spiritusfabrik. Das Sortiment umfasste u. a. Kleiderstoffe, Leinentücher, Tischdecken, Vorhänge und Möbelbezugsstoffe. Erster Geschäftsführer war Iwan Balabanow. Als Direktor fungierte Iwan Miluschev (Иван Милушев), als Prokurist Andreja Filipow (Андрея Филипов). 1930 wurde Iwan Alleininhaber der Firma. Im Betrieb waren ca. 300 Arbeiterinnen und Arbeiter tätig. Die Bachawa zeichnete sich durch ein gutes soziales und hygienisches Arbeitsumfeld aus. Sie entwickelte sich schnell zu einem wichtigen Faktor auf dem bulgarischen Textilmarkt. Um die Energieversorgung der Spiritus- als auch der Textilfabrik nachhaltig sicherzustellen, initiierte Iwan Balabanow 1935 den Bau eines Wasserkraftwerks am Fluss Iskar beim Dorf Brusen (Брусен) in der Nähe von Mesdra. Die Fertigstellung der Anlage dauerte nur ein Jahr. Von dort wurden beide Werke mittels einer 6 km langen 6030 Volt-Freileitung mit Strom beliefert. Die Anlagen stehen bis heute im Betrieb.
Iwan Balabanow hatte verschiedene Führungspositionen inne. Er war Leiter der bulgarischen Niederlassung des italienischen Chemieunternehmens Montecatini. Zudem agierte er als Vizepräsident der Franko-Bulgarischen Bank für internationalen Handel AG (АД "Франко-българска банка за международна търговия") sowie als Vizepräsident der bulgarischen Filiale der in Mailand ansässigen Banca Commerciale Italiana. Des Weiteren war er Mitglied des Vorstands der Italienischen und Bulgarischen Handelsbank (Италианска и Българска търговска банка). Er hielt Aktienpakete der AG Bulgarische Vereinigte Fabriken der Papier- und Kartonindustrie (АД "Български съединени фабрики за книжно - мукавена индустрия"), der Firmen Bălgarija (България), AG Komissionarija (АД Комисионария), Stroitel (Строител) und Twărdiza (Твърдица) in Sofia sowie der Firma Arda (Арда) in Charmanli.
Wie bereits sein Vater Todor, sah sich auch Iwan als Unternehmer mit sozialer Verantwortung. So existierte eine in Barakowo schon früh eine Verkaufsstelle, in der Mitarbeiter der BGI gegen Wertmarken Waren des täglichen Bedarfs verbilligt erwerben konnten. Die BKDI, Nachfolgerin der BGI, errichtete in den zwanziger Jahren des letzten Jahrhunderts in Barakowo eine kleine Industriestadt. Dazu gehörten ein Krankenhaus, ein Kindergarten, eine Schule für 200 Kinder, ein Altersheim, ein Kino, ein Fabriktheater und ein Kasino. Daneben wurden auch zweistöckige Häuser gebaut, in denen Angestellte und Arbeiter mit ihren Familien mietfrei leben konnten. Die Literaturhistorikerin Katja Zografowa fasste die damalige Situation in Barakowo 2013 kurz mit dem Satz zusammen: "Hier erfüllte sich der kommunistische Traum zur Zeit des Kapitalismus.
In der Stadt Sofia ließ Iwan Balabanow auf dem Grundstück Săborna-Straße Nr. 2A (ул. Съборна № 2А) das emblematische Grand Hotel Imperial errichten. Die Bauarbeiten begannen 1917. Das Gebäude wurde 1920 fertiggestellt. In der Fassade kombinierte der Architekt Kiro Maritschkow (Киро Маричков) Elemente des Neobarocks und der Secession. Mit seinen fünf Stockwerken stellte es damals das höchste Haus der Stadt dar. Das Hotel besaß eine luxuriöse Einrichtung und bot Zimmer und Apartments mit Bad, Telefon und Zentralheizung. Heute dient das Gebäude als Bürohaus. Für sich und seine Familie gab er ein Haus in der Oborischte-Straße Nr. 3 (ул. Оборище № 3) in Auftrag. Den Entwurf lieferte die Architektin Maria Berowa-Henning (Мария Берова-Хенинг). Es umfasste u. a. drei Wohnungen für seine drei Töchter. Das Haus wurde 1938 fertiggestellt. In Sofia ist es bis heute als das "Balabanow-Haus" ("Балабановатa къща") bekannt.

### Philanthropische Aktivitäten

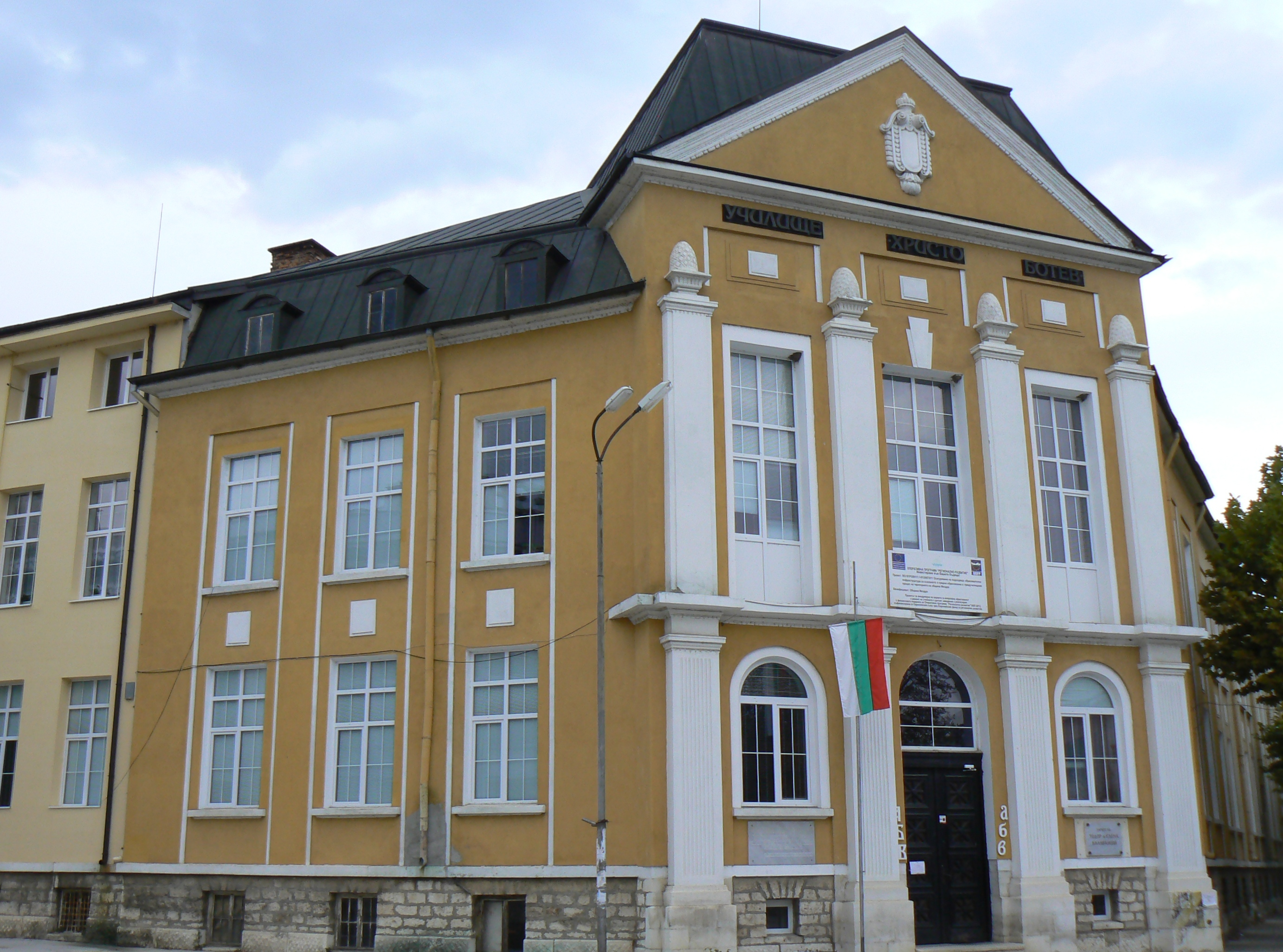
Eingang der Grundschule Christo Botew in Mesdra (bis 9. September 1944 Todor Balabanow Grundschule). Erbaut von mit den Mitteln von Elena, Iwan und Zora Balabanow

Zwischen 1925 und 1929 spendeten Iwan, seine Schwester Zora und ihre Mutter Elena über drei Millionen damaliger Lewa für den Bau der Volksschule in Mesdra. Diese trug bis zum 9. September 1944 den Namen Todor Balabanow.

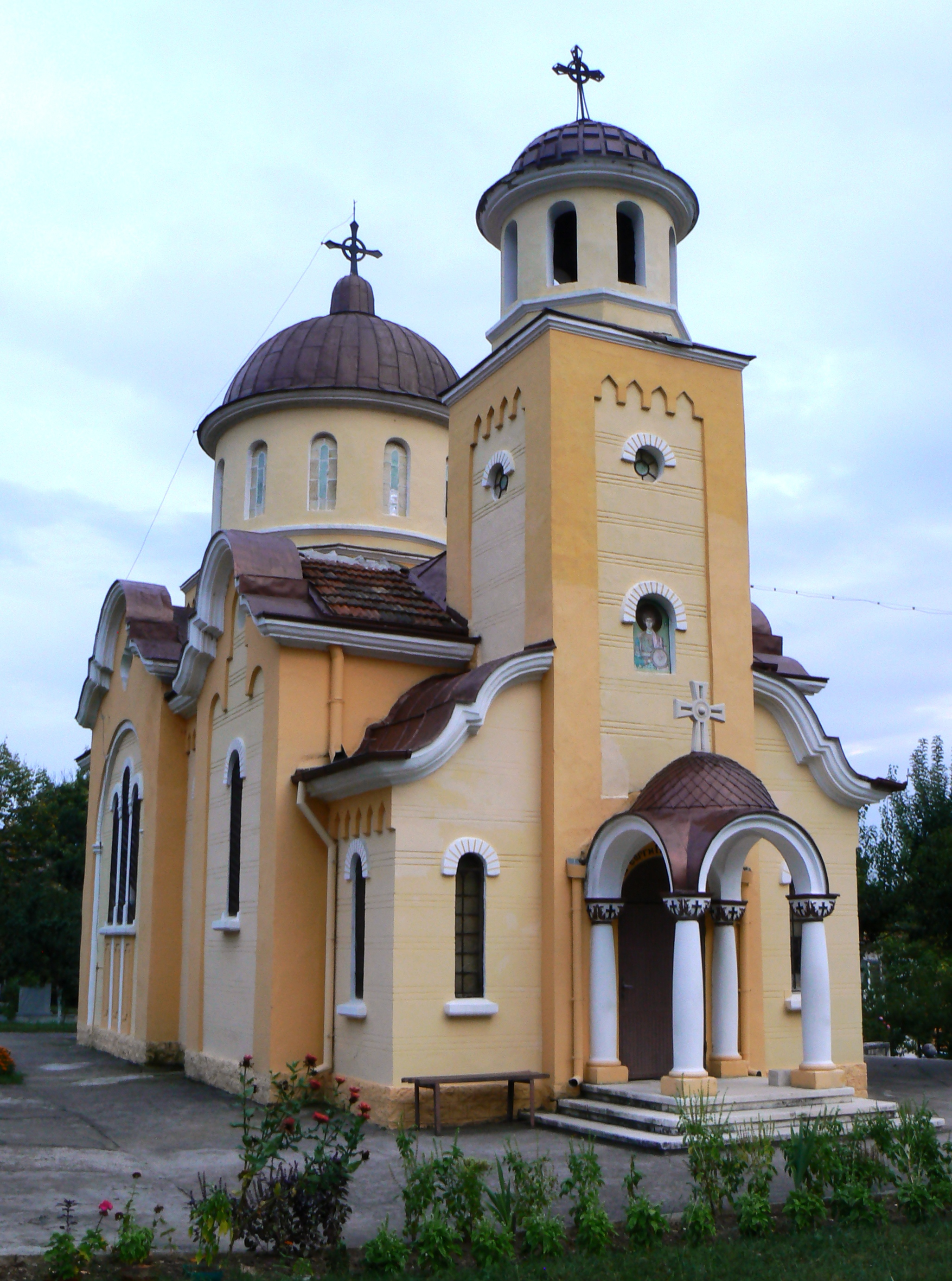
Kirche »Heiliger Erzmärtyrer Georg der Siegreiche« in Mesdra

Anfang der dreißiger Jahre des letzten Jahrhunderts stiftete die Familie finanzielle Mittel und Materialien im Wert von mehr als 13 Millionen Lewa für den Bau der Kirche »Heiliger Erzmärtyrer Georg der Siegreiche« (Св. Великомъченик Георги Победоносец) in der Eisenbahnersiedlung nahe des Bahnhofs Mesdra. Sie wurde am  8. Mai 1932 vom Wrazaer Metropoliten Païssi (Метрополит Паиcий) geweiht.
Zehn Jahre später überließ Iwan Balabanow der Gemeinde Mesdra ein Gebäude, das zuvor von der Gemeindeverwaltung angemietet wurde. Er stellte beträchtliche Mittel zum Ausbau des Kulturhauses (читалище) "Prosweta" ("Просвета", "Bildung") im Zentrum von Mesdra bereit. Die Balabanows stifteten des Weiteren ein Grundstück im Wert von einer Million Lewa für den Bau des derzeitigen Kulturhauses "Raswitie" ("Развитие", "Entwicklung") in Wraza.

### Einsatz für verfolgte Juden
Zu Beginn des Zweiten Weltkriegs verfolgte Bulgarien nach außen hin eine Neutralitätspolitik. De facto wurden die Bindungen an das nationalsozialistische Deutschland und das faschistische Italien immer enger. So mussten schon im September 1939 alle ausländischen Jüdeninnen und Juden das Land verlassen. Im Sommer 1940 wurde ein erstes antisemitisches Gesetz nach Vorbild der deutschen Nürnberger Gesetze entworfen. Dieses sog. "Gesetz zum Schutz der Nation" ("Закон за защита на нацията") trat am 23. Januar 1941 in Kraft, also bereits zwei Monate vor dem Beitritt Bulgariens zum Dreimächtepakt. Als der sog. Judenstern in Bulgarien eingeführt wurde, befestigte Iwan Balabanow einen an seinem Mantel. Darauf angesprochen, erklärte er, dass er viele gute jüdische Freunde habe und dies seinen Protest gegen die Maßnahmen der Regierung zum Ausdruck bringen soll. Später half er bedrängten und verfolgten Jüdinnen und Juden im Stillen. Bei der Beschaffung von Einreise- und Transitvisa konnte er sich der Unterstützung seines Cousins Iwan Konstantinow Balabanow versichern, der als Honorarkonsul des Königreichs Schweden in Sofia amtete. 1943 begannen Internierungen zur Vorbereitung von Deportationen. Iwan Balabanow bot im September 1943 20 jüdischen jungen Frauen die Möglichkeit, in der Papierfabrik Barakowo zu arbeiten. Für sie wurde ein Wohnheim eingerichtet und von der BKDI möbliert. Im Werk gab es keinerlei antisemitische Diskriminierungen. Die militärischen Erfolge der Alliierten führten dazu, dass am 31. August 1944 die antisemitischen Gesetze und Erlasse teilweise aufgehoben wurden. Damit war das Leben der internierten Frauen gerettet. Das "Gesetz zum Schutz der Nation" wurde schließlich am 27. November 1944 durch die erste Regierung der Vaterländischen Front (Отечествен Фронт; Otetschestwen Front) annulliert.

### Ehe und Familie
Während seines Studiums in Wien verliebte sich Iwan in Blagowesta Nikolowa Bonewa (Благовеста Николова Бонева; * 1894 Sofia, † 1944, Sofia), die dort zur gleichen Zeit am Konservatorium studierte. Beide heirateten später und hatten drei Töchter, Elena Iwanowa (* 28. März 1921 Rom, Italien, † 24. Dezember 1987 Sofia, Bulgarien), Zwetana Iwanowa (* 1922 München, Deutschland, † 2015) und Bistra Iwanowa (* 1927 Sofia, Bulgarien).
Ihre älteste Tochter, Elena, war mit dеm Ingenieur Ljubomir Nikolow Zlatin (Любомир Николов Златин, * 9. März 1906 Sofia, † Januar 1986 Sofia) verheiratet. Zwetana schloss mit dem Sohn des Bankiers und Politikers Atanas Burow, dem Bergingenieur Stefan Atanasow Burow (Стефан Атанасов Буров; *1914 Sofia, † 1982 Sofia) den Bund der Ehe. Nach Nationalisierung der Firmen seines Vaters, wurde Stefan und seiner Frau, 1947 angeboten, das Land zu verlassen. Die Frage, in Bulgarien zu bleiben oder in die Emigration zu gehen, führte zu einem Zerwürfnis der beiden. Zwetana ließ sich scheiden und wanderte nach Frankreich aus. Stefan Burow hingegen blieb in der Volksrepublik Bulgarien. 1948 emigrierte Iwan Balabanow mit seiner jüngsten Tochter Bistra nach Australien. Später ging er nach Italien. 1969 verstarb er in Mailand im Alter von 82 Jahren. Bistra heiratete den Ingenieur Nikola Toschkow (Никола Тошков). Das Paar kehrte 1989 nach Bulgarien zurück.

### Ehrungen
1943 wurde Iwan Balabanow aufgrund seines philanthropischen Wirkens die Ehrenbürgerschaft der Gemeinde Mesdra verliehen. Diese Würde wurde 1946 durch die Abgeordneten der Parteien der Vaterländischen Front erneuert. Am 25. Juni 2017 eröffnete das Museum „Iwan T. Balabanow“ (Музей Иван Т. Балабанов) in Barakowo. Es erinnert an Iwan Balabanow, seinen Vater Todor, die Rilatalbahn sowie die Papier- und Kartonfabrik in Barakowo.